# Internationale Arbeitsgemeinschaft Sozialistischer Parteien
Die Internationale Arbeitsgemeinschaft Sozialistischer Parteien (auch bekannt als „Wiener Internationale“ oder als Schmähwort des Kominternfunktionärs Karl Radek „Zweieinhalbte Internationale“) war eine internationale Organisation sozialistischer Parteien mit dem ausschließlichen Ziel, die nach Gründung der Dritten Internationale auseinandergedriftete internationale Arbeiterbewegung wieder zu einen. Gemäß leninistischer Terminologie wurde die Arbeitsgemeinschaft dem abzulehnenden Zentrismus zugeordnet.

## Vorgeschichte
Zu Beginn des Ersten Weltkrieges hatte die Masse der Mitglieder der Zweiten Internationale entgegen den Beschlüssen der letzten Sozialistenkongresse für die Kriegskredite ihrer Länder gestimmt und kooperierten auch sonst mit ihren Regierungen (siehe auch Burgfriede). Es war dies der Todesstoss für diese Internationale. Während bzw. gegen Ende des Krieges zogen die Mitglieder verschiedene Schlüsse. Lenin sah nach der erfolgreichen Oktoberrevolution die Zeit gekommen, mit einer eigenen, auf die Revolution eingeschworenen Internationale den Zusammenbruch von Teilen der alten Ordnung zu nutzen und den revolutionären Kräften endgültig zum Durchbruch zu verhelfen. Er plante die Gründung einer neuen Internationale.
Einige Mitglieder sowohl des marxistischen Zentrums wie auch des kriegsunterstützenden „sozialpatriotischen“ Spektrums der alten Zweiten Internationale hatten sich nach dem Krieg erstmals wieder im Februar 1919 in Bern getroffen und waren sich einig, eine neue Internationale zu gründen, ließen sich jedoch vom österreichischen Delegationsleiter Friedrich Adler überreden diese Gründung noch hinauszuschieben, um den Bolschewiki unter Lenin nicht die Türe zur Wiedervereinigung zuzuschlagen.

## Geschichte
Knapp nach der Rückkehr Adlers aus Bern wurde Anfang März 1919 in Moskau die Dritte Internationale gegründet, die sich am Modell der kommunistischen Parteien der Sowjetunion mit ihrer Diktatur des Proletariats orientierte und sich anschließende Parteien auf die Annahme der 21 Bedingungen verpflichtete, die nicht zuletzt aufgrund der verpflichtenden Verankerung des demokratischen Zentralismus oder von Parteiausschlüssen gegen sozialdemokratische Mitglieder, in ihrem Umfang in einigen linksstehenden Sozialdemokratien die Diskussion um den Beitritt zur Internationale prägten und bis 1921 beispielsweise in Italien oder Rumänien schließlich zur Parteispaltung führten.
Auf Vorschlag Adlers trat nun die österreichische Sozialdemokratische Arbeiterpartei aus der Zweiten Internationale aus und suchte nach Verbündeten für den Versuch, die beiden Strömungen der Arbeiterbewegung wieder zusammenzuführen. Man traf sich am 27. Februar 1921 in Wien, gekommen waren Delegierte von 20 Parteien. Die bedeutendsten waren die der deutschen USPD, der Section française de l’Internationale ouvrière (SFIO), der Independent Labour Party (ILO) (England), der Sozialdemokratischen Partei der Schweiz, der österreichischen Sozialdemokratischen Arbeiterpartei (SDAP) sowie die Deutsche sozialdemokratische Arbeiterpartei in der Tschechoslowakischen Republik (DSAP). Außerdem schlossen sich die vier regionalen sozialistischen Parteien Rumäniens, die drei regionalen Parteien des SHS-Staates (Jugoslawien), sowie die im Exil fortbestehenden Parteien der Menschewiki, der Sozialrevolutionäre, des Allgemeinen jüdischen Arbeiterbundes und der ungarischen Sozialdemokratie „Világosság“ an. Außerdem waren lettische, wie litauische Sozialdemokraten sowie die österreichische Poale Zion beteiligt.
Im April 1921 sollte noch die spanische PSOE dazukommen. Anfang 1922 schloss sich auch die PSI an. Die Teilnehmer waren sich darüber einig, dass es nicht nur einen, sondern mehrere Wege zum Sozialismus geben müsse, daher beide Seiten Abstriche von ihren Maximalvorstellungen zu machen hätten. Als Ziel setzte man sich die Vorbereitung eines gemeinsamen Kongresses aller drei Gruppierungen mit anschließender Wiedervereinigung im Sinne des austromarxistischen Topos vom Integralen Sozialismus. Man entschloss sich der Wiener Gruppierung den Namen „Internationale Arbeitsgemeinschaft Sozialistischer Parteien“ (IASP) zu geben.
Dem Vorsitzenden der IASP gelang es tatsächlich Vertreter aller drei großen Gruppierungen am 2. April 1922 in Berlin zur Vorkonferenz eines Weltkongresses zu versammeln. Es zeigte sich jedoch bald, dass die Gegensätze unüberbrückbar waren. Die IASP löste sich auf, kehrte zur Zweiten Internationale zurück und gründete mit ihr in Hamburg im Mai 1923 gemeinsam die Sozialistische Arbeiterinternationale.
Vorsitzender der IASP war der Österreicher Friedrich Adler von der SDAP. Die IASP veröffentlichte die „Nachrichten der Internationalen Arbeitsgemeinschaft Sozialistischen Parteien“.
Offizielle Namen der IASP in anderen Sprachen:
- Union des Partis Socialistes pour l'Action Internationale (französisch)
- Unione dei Partiti Socialisti per l'Azione Internazionale (italienisch)
- International Working Union of Socialist Parties (IWUSP) (englisch)

Da die IASP von deutschsprachigen Parteien dominiert wurde, wird die deutsche Abkürzung IASP auch international häufig verwendet.